# Cárcel de Devoto
El Complejo Penitenciario Federal de la C.A.B.A. (conocida popularmente como La Cárcel de Devoto) es la única prisión en funcionamiento dentro del territorio de la Ciudad Autónoma de Buenos Aires, en Buenos Aires, Argentina. 
Se ubica en el predio delimitado por las calles Bermúdez, Nogoyá, Desaguadero y Pedro Lozano en la localidad de Villa Devoto.

## Historia
La cárcel fue inaugurada en 1927 en terrenos donados por la familia Visillac. Nació como prisión para contraventores y dependió de la Policía Federal.

### Presidencia de Cámpora
El 25 de mayo de 1973, día en que asumió la presidencia Héctor José Cámpora, se dio la aprobación de una amnistía amplia para los delitos cometidos por "móviles políticos, sociales, gremiales o estudiantiles". Miles de manifestantes que habían participado de la asunción de Cámpora se dirigen al penal de Villa Devoto para liberar a los presos políticos que la dictadura había encarcelado. Entre 30 y 50 mil jóvenes, mujeres y hombres, militantes peronistas y de izquierda generaron un hecho histórico: la liberación de los presos políticos de la dictadura.

### Motín de 1978
El 14 de marzo de 1978 se produjo el motín más trágico de la Argentina, llamado «masacre en el pabellón séptimo» o «motín de los colchones» en el cual entre 60 a 65 internos (dependiendo de la fuente) perdieron la vida por asfixia, quemaduras o fueron baleados; y 85 resultaron heridos debido a la combustión generada por la quema de colchones.

### Centro clandestino de detención y torturas
Esta cárcel funcionó como centro clandestino de detención y torturas entre 1976 y 1983, en el marco del terrorismo de Estado en Argentina.  Fue una de las que se utilizaron para alojar en forma ilegal a miles de presos políticos, siendo sometidos a torturas y en muchos casos asesinados o desaparecidos. Por allí pasaron unos mil doscientos presos que luego fueron "blanqueados" para ocultar ante la comunidad internacional el plan sistemático de desaparición de personas. Los presos calificados como “subversivos” eran alojados en un pabellón como “de la Muerte” con las ventanas selladas. En un pabellón específico recluyeron a una treintena de mujeres y a nueve de sus hijos. Era un régimen carcelario de extrema severidad, sistematización de tortura y malos tratos, alimentación insuficiente y falta total de atención médica. En 2012 fue señalizada como sitio de memoria.

## Sinagoga
En 2006, entró en funcionamiento la sinagoga Sefer Jaim, el primer templo judío ubicado dentro de un establecimiento penitenciario de Argentina.

## Mudanza y demolición
Desde mediados de 2018, existe un proyecto de traslado del CPF CABA a la localidad de Marcos Paz. Dicha iniciativa cuenta con el apoyo de la coalición gobernante en la ciudad de Buenos Aires y de algunos vecinos del barrio de Devoto, y ha recibido severas críticas de organismos de derechos humanos y las personas privadas de su libertad en dicha cárcel.
El 7 de junio de 2018, la Legislatura de la Ciudad de Buenos Aires aprobó un convenio suscripto por la Jefatura de Gobierno porteña, a cargo de Horacio Rodríguez Larreta y representantes del Poder Ejecutivo Nacional, por entonces gobernado por Mauricio Macri. El proyecto prevé la mudanza de las personas detenidas a un nuevo establecimiento penitenciario denominado Complejo Penitenciario Federal VII de Marcos Paz, el cual aún se encuentra en construcción. Una vez trasladados los detenidos, y desafectada la cárcel, se procedería a su venta y posteriores emprendimientos inmobiliarios.
Desde distintos organismos de derechos humanos se han planteado objeciones a la mudanza de la cárcel. En primer lugar, el edificio donde actualmente funciona el establecimiento penitenciario ha sido declarado sitio de la memoria, por haber sido el escenario de delitos de lesa humanidad durante la última dictadura cívico-militar en el país. Mientras la cárcel aún albergaba presos políticos, el 14 de marzo de 1978, al menos 65 personas murieron asfixiadas, quemadas o baleadas, por efectivos del Servicio Penitenciario Federal, en lo que se conoce como la Masacre del Pabellón séptimo.
Otro de los argumentos esgrimidos en contra de la mudanza de la cárcel es su vulneración a los derechos de las personas detenidas a estar alojadas en establecimientos penitenciarios cercanos a su hogar y su familia, toda vez que la Cárcel de Devoto es el único establecimiento penitenciario de máxima seguridad ubicado en la ciudad de Buenos Aires. Al respecto, las Reglas mínimas para el tratamiento de reclusos (también conocidas como Reglas Mandela, aprobadas por las Naciones Unidas en 2015) indican que “en la medida de lo posible, los reclusos serán internados en establecimientos penitenciarios cercanos a su hogar o a su lugar de reinserción social”. Asimismo, la mudanza implicaría la existencia de mayores distancias entre los detenidos y aquellos jueces a cargo de controlar que la privación de la libertad cumpla con las garantías constitucionales y el sistema internacional de derechos humanos.
Por último, se ha señalado que la mudanza de la cárcel hacia el partido de Marcos Paz dificultará la presencia de docentes de la Universidad de Buenos Aires en el CUD, poniendo en peligro una de las experiencias de educación superior en contexto de encierro más celebradas a nivel internacional.

## Centro Universitario Devoto (CUD)
El Centro Universitario de Devoto (CUD) es un espacio al interior del CPF CABA donde los detenidos tienen acceso a estudios universitarios a través del Programa UBA XXII de la Universidad de Buenos Aires (UBA).
El programa comenzó a dictarse el 17 de diciembre de 1985, poco después del retorno a la democracia, tras la firma de un convenio entre la Universidad de Buenos Aires y el Servicio Penitenciario Federal. Desde entonces, ha sido definido como una experiencia pionera y una referencia ineludible, a nivel nacional e internacional, en materia de educación superior en contextos de encierro.

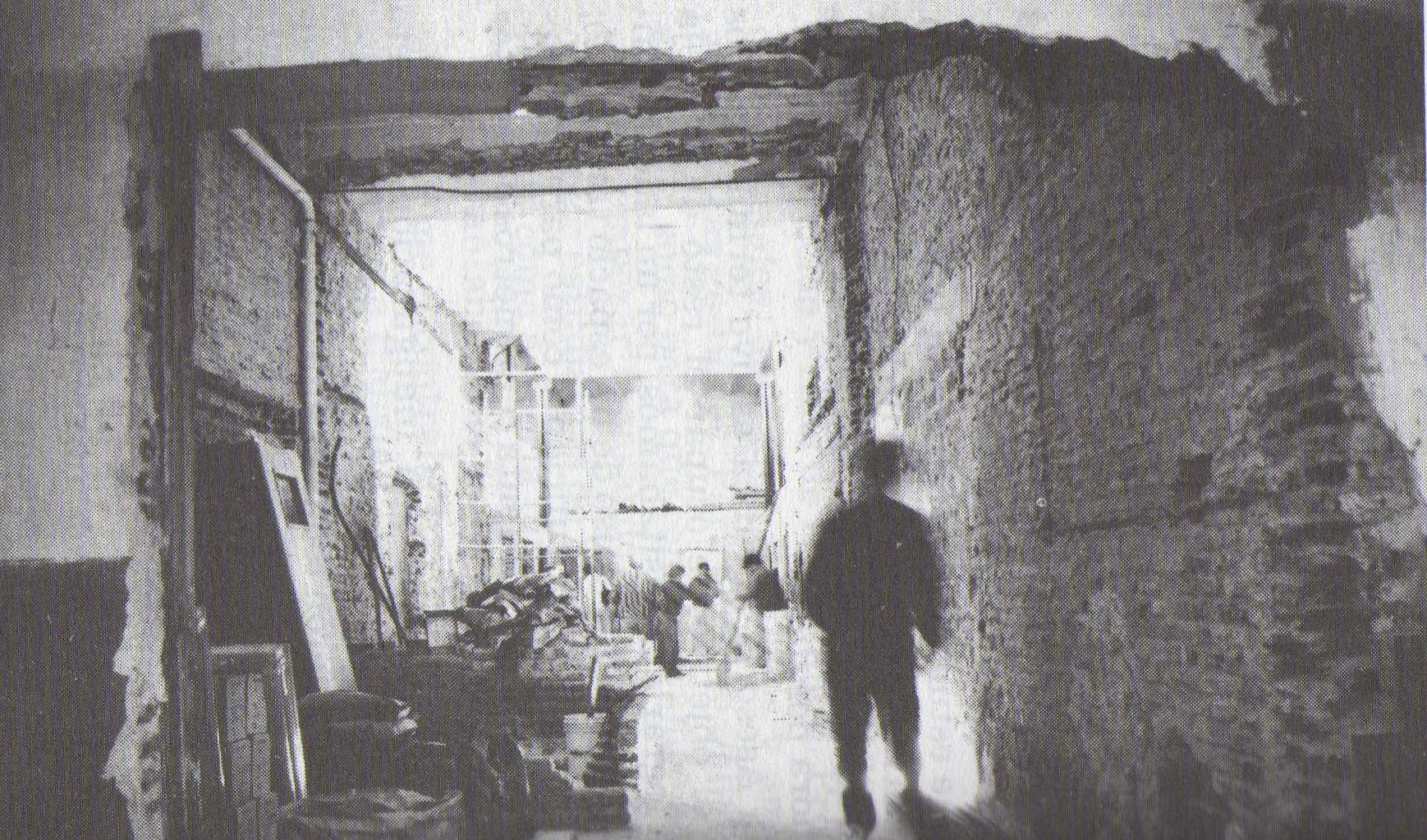
Remodelación del Centro Universitario Devoto, realizada por los presos, entre ellos Sergio Schoklender.

En la actualidad, participan del programa seis unidades académicas de la UBA: Derecho, Ciencias Sociales, Ciencias Económicas, Ciencias Exactas y Naturales, Psicología y Filosofía y Letras, además del Ciclo Básico Común (CBC).
Las personas detenidas tienen acceso a ocho carreras de grado y diversas actividades de investigación y extensión. Estas últimas resultan fundamentales, toda vez que la enorme mayoría de la población carcelaria no ha podido finalizar sus estudios secundarios: a fines de 2018, sólo lo había hecho el 12% de la población carcelaria en Argentina, evidenciando el elevado nivel de selectividad del sistema penal.
Desde su inicio, han pasado por el CUD más de tres mil alumnos y quinientos egresados; la mayoría de éstos, finalizaron sus estudios habiendo ya recuperado su libertad.
En relación con la tasa de reincidencia, los resultados resultan contundentes: la enorme mayoría no vuelve a cometer delitos ni tener posteriores contactos con el sistema penal. Según un estudio de la Facultad de Derecho de la Universidad de Buenos Aires y la Procuración Penitenciaria de la Nación, la tasa de reincidencia de los presos que estudian una carrera en prisión es casi tres veces más baja que la de los presos que no estudian.